# وليام كورترايت
وليام كورترايت (بالإنجليزية: William Courtright)‏ مواليد 10 مارس 1848 في نيو ميلفورد، الولايات المتحدة - الوفاة 6 مارس 1933 في إوني، الولايات المتحدة، هو ممثل أمريكي بدأ مسيرته الفنية سنة 1912. من أعماله ذا ديسايدينغ كيس.

## روابط خارجية
- وليام كورترايت على موقع IMDb (الإنجليزية)
- وليام كورترايت على موقع قاعدة بيانات الفيلم (الإنجليزية)